# Kudryavka (Raión de Berezivka)
Kudryavka  (ucraniano: Кудрявка) es una localidad del Raión de Berezivka en el Óblast de Odesa de Ucrania. Según el censo de 2001, tiene una población de 271 habitantes.